# Cultura de Moéris
A cultura Moeriana desenvolveu-na região de Qasr al-Sagha entre 4300-3 700 a.C. e foi identificada durante as escavações de Kozlowski e Ginter na área: "As diferenças são marcadas, a tal ponto que pode-se dizer que a parte posterior da sequência neolítica representa uma cultura distinta, pronvavelmente de origem diferente". Acredita-se que tenha se originado de deslocamentos populacionais do Deserto Ocidental: "A Moeriana do Neolítico Superior da segunda metade do milênio IV a.C. pensa-se ser atribuída ao deslocamento de pessoas do Deserto Ocidental (...) A sequência cronológica das culturas no Faium mostra que influência de duas regiões atrigiram o Faium in períodos separados, primeiro do Levanto de pois do Deserto Ocidental". Além disso, achados arqueológicos análogos das culturas Faiumiana e Moeriana são possíveis evidências de contato entre ambas as culturas, embora sua cerâmica e indústria lítica tenha sido diferente: "Tanto em relação aos investários líticos, bem como os tipos de cerâmica dos sítios da Moeriana diferem na forma daqueles da Faiumiana de maneira essencial".
Os sítios do período são caracterizados por lareiras, restos faunísticos e artefatos líticos e estão localizados em uma formação correlacionada a uma fase de recessão da seca: "abundantes traços de assentamentos são encontrados na parte leste da área investigada". O sítio mais importante dessa cultura foi QS VIIA/80, um sítio caracterizado por duas fases ocupacionais e a presença de habitações: "em ambas as camadas principais da cultura e em todas as unidades estratigráficas, ocorreu um material culturalmente e tecnologicamente bastante homogêneo (artefatos de pedra, cerâmica), representando a fase final (...) pode ser assumido que a área próxima aos locais abrigados para dormir diferiam em forma funcinal da área de atividades domésticas diretamente pelas lareiras". O sítio QS VID/80 consistia em um forno rodeado por cerâmica e material lítico coberto por uma camada de arenito, argilito e calcário organogênico.
A indústria lítica era composta por ferramentas de sílex ou quartzo e suas principais formas foram lascas (retocadas ou não), lâminas retocadas, perfuradores, microlâminas e lamelas retocadas, lâminas apoiadas, raspadores laterais, ferramentas entalhadas e denticuladas e bifaciais. A cerâmica era produzida com argila terciária e tinha como principais formas tigelas hemisféricas com paredes arredondadas, vasos com barriga hemisférica/esférica e jantes invertidos, vasos de perfil S, potes com pescoço cilíndrico e jantes invertidos ou engrossados, vasos profundos com fundo arredondado e vasos com fundo cônico; a cerâmica identificada em QS VIIA/80 foi dividida em quatro grupos: grupo I é marrom avermelhado ou preto com textura porosa, superfície externa ligeiramente alisada e temperamento a base de plantas; grupo II é vermelho, marrom ou preto com menos temperamento com plantas; grupo III é vermelho ou marrom escuro, possivelmente produzido com sedimentos lacustres, e era temperado com areia; grupo IV é vermelho-acastanhado com temperamento a base de areia grossa. A economia era baseada na pesca (tilápias, Clarias, percas, Synodontis), caça (gazelas, aves aquáticas) e pecuária (ovinos, caprinos).